# 帝美
株式会社帝美（ていび、英: TEIBI INC.）は、東京都港区に本店を置く、美容事業を中心に、化粧品・健康食品の開発、製造・販売・輸入代行などの業務を行っている総合商社である。

## 事業内容
- 化粧品の製造販売事業  幹細胞研究施設で作られた独自成分である「Human Umbilical Mesenchymal Stem Cell Conditioned Media」を活用した化粧品の製造販売事業。
- 化粧品製造工場  優秀化粧品製造および品質管理基準(cGMP)、ISO認証基準を獲得した製造工場で高機能性化粧品またはサプリメント、生活用品および医薬部外品の製品まで幅広く企画生産製造。
- オリジナル化粧品ブランド商品  30代からのエイジングケアに特化した帝美オリジナルブランドであるRe Génで幅広いラインナップを保有。
- 化粧品のOEM /ODM事業  CGMP、ISO取得の工場で徹底した品質管理のもとOEM /ODMサービスの提供。
- 卸・小売業  日本国内複数の大手問屋との取引による化粧品の卸業。  国内数カ所自社店舗・自社ECを通じて商品を販売。
- 化粧品の輸入代行業  海外の化粧品の輸入代行業務

## 関連企業
- 株式会社帝商
- 帝美マグネトロン
- 株式会社LUXTEM
- 株式会社YEWON